# Leonville
Leonville es un pueblo ubicado en la parroquia de St. Landry en el estado estadounidense de Luisiana. En el Censo de 2010 tenía una población de 1084 habitantes y una densidad poblacional de 151,7 personas por km².

## Geografía
Leonville se encuentra ubicado en las coordenadas 30°27′44″N 91°59′0″O / 30.46222, -91.98333. Según la Oficina del Censo de los Estados Unidos, Leonville tiene una superficie total de 7.15 km², de la cual 7.06 km² corresponden a tierra firme y (1.23%) 0.09 km² es agua.

## Demografía
Según el censo de 2010, había 1084 personas residiendo en Leonville. La densidad de población era de 151,7 hab./km². De los 1084 habitantes, Leonville estaba compuesto por el 58.86% blancos, el 40.77% eran afroamericanos, el 0.09% eran amerindios, el 0% eran asiáticos, el 0% eran isleños del Pacífico, el 0% eran de otras razas y el 0.28% pertenecían a dos o más razas. Del total de la población el 0.55% eran hispanos o latinos de cualquier raza.